# كنجزلاند
كنجزلاند (بالإنجليزية: Kingsland, Georgia)‏ هي مدينة تقع في مقاطعة كامدن، جورجيا بولاية جورجيا في الولايات المتحدة. تبلغ مساحة هذه المدينة 43.7 (كم²)، وترتفع عن سطح البحر 11 م، بلغ عدد سكانها 12305 نسمة في عام 2010 حسب إحصاء مكتب تعداد الولايات المتحدة.

## أعلام
- لاري سميث
- ريان سايمور
- أليسيا باترسون

## وصلات خارجية
- visitkingsland.com
- Cities & Counties - Georgia.gov